# Wizkid

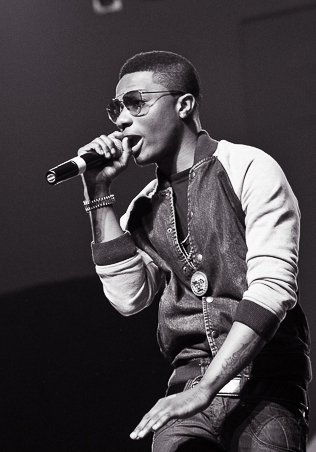
Wizkid (2013)

Wizkid (bürgerlich: Ayodeji Ibrahim Balogun, * 16. Juli 1990 in Surulere, Lagos) ist ein nigerianischer Musiker. Anfang der 2010er gelangte er mit Hits wie Pakuromo, Azonto und Show Me the Money zu afrikaweitem Ruhm. Weltweite Bekanntheit folgte mit seinem Song One Dance, einer Kollaboration mit Drake und Kyla, mit welcher er unter anderem Platz eins der deutschen Single-Charts erreichte.

## Diskografie
StudioalbenWizkid/Diskografie